# منطقه لارل و پراسپکت
منطقه لارل و پراسپکت (به انگلیسی: Laurel and Prospect District) یک بافت تاریخی در ایالات متحده آمریکا است که در ایندیاناپلیس واقع شده‌است. این منطقه تاریخی ملی شامل سه ساختمان مسکونی در مناطق تجاری و در میدان فواره ایندیاناپلیس قرار دارد. این محله بین سال‌های۱۸۷۱ تا ۱۹۳۲ توسعه پیدا کرد و ساختمان‌های برجسته و مهم آن شامل سالن مانگولد / روپکه (۱۸۸۵، ۱۹۱۰) و خواربارفروشی بودنبام (۸۷۹) است.
در سال ۱۹۸۳ در فهرست ثبت ملی مکان‌های تاریخی وارد شد.